# 辛布里戰爭
辛布里战争（前113年–前101年），或稱條頓入侵，是从日德兰半岛迁徙来的日耳曼三族（辛布里人、条顿人和阿姆布昂人）在遷徙至罗马共和国境內以後，與其所發生的一場戰爭。这场战争也是自第二次布匿战争以来罗马共和國的意大利本土遭遇的最严重威胁。 
这场战争对罗马的内政与军事组织产生了巨大的影响，这场战争是马略执政官生涯中的一大功勳，而日耳曼人的威胁与朱古达战争更使其矢志对共和国的政治軍事制度進行大刀闊斧的革新。
虽然日耳曼人对罗马人及其盟友造成了自第二次布匿战争后最为巨大的损失，尤其是在阿劳西奥与诺里亚兩戰慘敗，但是罗马人在六水河和凡薩利战役告捷全歼日耳曼軍，赢得了最终的胜利。

## 迁徙和冲突
由于某些未知原因（可能是气候变化），大约在公元前120—115年，辛布里人离开了他们在日德兰半岛、斯堪的纳维亚南部以及波罗的海附近的老家，向东南方迁移并迅速加入了同属日耳曼人的邻居条顿人和阿姆布昂人。 在沿易北河南下之路被波伊人阻断之后，日耳曼三族穿越波西米亚森林进入多瑙河流域并打败了斯科迪斯克人。前113年他们到达了诺里库姆，惊动了罗马的盟友陶里斯克人。在认识到无法独自赶走这些入侵者后，陶里斯克人向罗马求援。

## 初次击败罗马
次年，罗马执政官克奈乌斯·帕皮里乌斯·卡尔博带着军团来到诺里库姆，展示了罗马的武力并要求辛布里人及其盟友马上离开诺里库姆行省。辛布里人起初和平地答应了罗马的要求，但很快发现罗马执政官在设伏对付他们，这种背信弃义激怒了他们，战争随即爆发。在这场诺里亚战役中，罗马军队几乎全军覆没，执政官本人也差点殒命于此。

## 入侵高卢
由于某些未知原因，日耳曼三族并未南下意大利，日耳曼三族向西穿越阿尔卑斯山进入高卢。前109年，他们入侵了罗马行省纳尔榜高卢，并在罗纳河战役中打败了执政官马尔库斯·尤尼乌斯·西拉努斯率领的军队。前107年，他们在穿越阿尔卑斯山时的盟友提古林尼人在波尔迪加拉战役（位于今波尔多）中击败罗马军队并杀死执政官卢基乌斯·卡西乌斯·隆吉努斯。

## 阿勞西奧灾难
前105年，朱古达战争已经结束，罗马这年的新执政官克奈乌斯·马尔利乌斯·马克西姆斯与上一年的执政官昆图斯·塞尔维利乌斯·卡埃皮奥集结了布匿战争之后最大规模的罗马军队，决心一鼓作气消灭这股在北方威胁着的蛮族。这可能是罗马有史以来动员的最大规模军事力量，包括八万正规军，数万随军奴隶与辅助联盟部队，只不过这十万大军分属两个关系十分不和的统帅麾下。
两个相互猜忌的统帅将他们的军队各自驻扎在罗纳河的一边的军营中，位置靠近今天的奥朗日，这造成了两军难以相互支援。10月6日，卡埃皮奥不自量力的单方面进攻，使日耳曼人横扫了他的军队和营地，留下来的马克西姆斯那孤立无援、士气低落的军队也很快被全歼。数万罗马军在其营地中被杀害，只有卡埃皮奥、马克西姆斯等几百罗马人渡河逃离。阿劳西奥战役是罗马共和国自坎尼之后的最惨烈的失败，事实上其战役损失与长期影响还远超后者。对辛布里人和条顿人来说，这无疑是一场巨大的胜利，但奇怪的是他们没有立即去进攻罗马，辛布里人反而转战西班牙，条顿人仍然留在高卢。为什么他们再次放弃入侵意大利至今仍是一个谜，也许他们认为高卢和西班牙更容易掠夺，也可能是他们在战斗中由于其鲁莽的进攻也蒙受了一定的损失，以至于他们自认为暂时还无法在罗马人的土地上击败罗马人。特奥多尔·蒙森这样描述他们的战斗方法：

Their system of warfare was substantially that of the Celts of this period, who no longer fought, as the Italian Celts had formerly done, bareheaded and with merely sword and dagger, but with copper helmets often richly adorned and with a peculiar missile weapon, the materis; the large sword was retained and the long narrow shield, along with which they probably wore also a coat of mail. They were not destitute of cavalry; but the Romans were superior to them in that arm. Their order of battle was as formerly a rude phalanx professedly drawn up with just as many ranks in depth as in breadth, the first rank of which in dangerous combats not unfrequently tied together their metallic girdles with cords.1

译文：他们的战术大体无异于此时的凯尔特人，从前意大利的凯尔特人作战时光着头，只带长刀和匕首，现在不复如是，他们头戴常有富丽装潢的铜盔，用一种特别的投射武器，名为materis（标枪）；大刀仍存而不废，他们除狭长的盾牌外可能也身披一领锁子甲。他们不乏骑兵，可是这种武器，罗马人优于他们。他们的阵势仍旧是一种粗糙的方阵，纵行和横列据说数目相等，在危急的战斗中，第一排兵士的金属腰带常用绳索结在一处。

由于战术上有这些缺点，他们不得不依靠他们的数量优势和那无畏的勇气，以及罗马指挥官的失误带来胜利。不幸的是，他们即将遇上罗马史上最伟大的统帅之一与其训练的更可怕的罗马军团。

## 马略挂帅
阿劳西奥战役的惨败震惊了罗马，terror cimbricus 成为一时显词。在恐惧与绝望的气氛中，辛布里人随时可能兵临罗马城下。在此危难之时，朱古达战争的胜利者盖乌斯·马略从努米底亚返回，毫无悬念地当选执政官。由于罗马军队的主力已在阿劳西奥覆没，马略得到自己训练军队的权利以应对当前危机。
此前，罗马的军队是由拥有土地，能自购装备的男性公民应征入伍组成。马略将其改为可由无土地的身强力壮者志愿入伍的募兵制，以解决兵源匮乏问题。他还提高了武器装备及训练水平，并改进了指挥结构，以步兵队作为罗马军团的主要战术单位。同时也给与每个战斗单位自己的军旗和标志，特别是代表了军团荣誉的鹰旗，决不能落入敌人手中。
当惊慌失措的罗马元老院和人民给马略权利去建立自己的军事力量时，辛布里人、条顿人的错误也给了他完成改革所需要的时间。他们很快就要迎来组织严明、训练有素的专职士兵和他们才华横溢且残酷无情的统帅。

## 转折点
公元前102年，马略已经做好对付辛布里人的准备。后者在西班牙举步维艰，被迫北返高卢与条顿人会师。条顿人也是日耳曼部落，来自北德意志或者丹麦地区。两个部落会师后决意南下意大利。日耳曼部落大军穿越现代的瑞士与萨伏伊地区，融合了部分赫尔维提部落，并接收了发源地不明的阿姆布昂人。进入意大利之前，日耳曼人决定兵分两路：条顿人带领西路军沿着海岸线上的道路从山外高卢进入山内高卢；辛布里带领东路军跨越阿尔卑斯山进入意大利。当马略得悉日耳曼人行军的路线后，他率部前往瓦朗斯，在伊泽尔河和罗讷河的合流点扎营。马略能够在这里观察条顿人的行动，并适时予以拦截。条顿人到来后首先尝试引诱马略率军出战，但马略对他们的挑衅不屑一顾。条顿人主动进攻罗马人的营寨又被击退。马略坚守不出，条顿人无可奈何，最终决定绕过马略的营寨直接进入意大利。条顿人的庞大队伍花了足足六天才完全绕过马略的营地。他们在行军途中也不失时机地挑衅罗马人，称：带什么消息给罗马人的妻子？
马略谨慎地尾随着条顿人的队伍。他虽然紧盯着条顿人行军的方向，却始终保持着距离。数天后，罗马人与阿姆布昂人之间爆发了冲突，冲突很快演变成激战。阿姆布昂人惨败后向条顿人的主力乞求援助。条顿人停止南下的脚步，并在现代普罗旺斯地区艾克斯附近的区域等待马略。由于条顿人止步不前，马略得以探明战场的地理环境，获得地利之便。在接下来的决战之中，马略的罗马军队占据了高地，并成功诱使日耳曼联军主动出击。两军混战之时，埋伏在附近的树林里的五个罗马大队伺机包抄了日耳曼联军的后方。条顿人被打得溃不成军，残兵惨遭屠杀，连国王也被俘虏。然而，这场战役仅仅为罗马扳回一城。虽然条顿人被消灭了，但是辛布里人的大军仍然对罗马构成巨大的威胁。
公元前101年，辛布里人回到了高卢，准备与罗马决一死战。由于时任执政官卡图鲁斯的疏忽，罗马军队并无在阿尔卑斯的山隘布防，使得辛布里人得以穿越阿尔卑斯山脉进入北意大利。卡图鲁斯撤退到波河对岸，将旷野与良田拱手让与辛布里人。然而，辛布里人忙于劫掠这片肥沃的土地，让马略得以率军回援。罗马人与辛布里人在塞西亞河与波河合流处的韦尔切利决战，新式罗马军团和骑兵的优势显露无遗。辛布里人一败涂地，整个民族几乎遭到灭绝，其族中长老也死于乱军之中。辛布里人的女眷在杀害了自己的子女后毅然自杀，以免遭到奴役。于是，这场战争始于日耳曼民族大迁徙，结局是日耳曼人的战败和集体自杀。

## 影响
辛布里人的名字并没有从此在历史上抹去。直到一世纪，仍有小部分条顿人和辛布里人居住在日德兰半岛北部、斯堪的那维亚半岛南部和波罗的海沿岸。 还有部分与他们的同盟波伊人混居, 一些散居在高卢南部的人的后代还在高卢战争中对抗马略的侄子凯撒，据说还有一些被卖为角斗士的后代参加了斯巴达克斯起义。
这场战争对罗马在政治上也有持续性的影响，辛布里战争刚一落幕，马略和苏拉之间就有了分歧，最终导致了罗马的第一次大规模内战。另外，凡薩利战役取得胜利之后，首次在没有得到元老院许可的情况下，马略就把罗马公民权授予了他的意大利盟邦士兵，并解释在战役的嘈杂环境下，他无法分清罗马士兵和意大利盟邦士兵的声音，因而难以区分战功。从此以后，所有的意大利军团也都成了罗马军团，意大利半岛的盟邦城市也逐步开始要求在共和国的对外政策中的更大的发言权，最后导致了同盟者战争。